# Societat Teosòfica

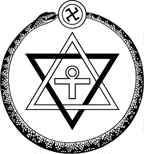
Emblema de la societat teosòfica. Els cinc símbols visibles al segell són l'estrella de David, l'ankh, l'esvàstica, l'ouroboros i, a la part inferior, el signe om.
Al voltant de l'emblema hi ha escrit: «No hi ha cap religió superior a la Veritat».

La Societat Teosòfica és una organització, creada a Nova York el 17 de novembre de 1875, que volia una "fraternitat mundial per a despertar la saviesa i coneixement dels misteris de l'univers i de l’ésser humà". Els seus fundadors van ser Helena Petrovna Blavatsky, el coronel Henry Steel Olcott, William Quan Judge, Charles Sotheran, el doctor Seth Pancoast, George H. Felt i encara d'altres. Van establir-ne la seu a l'Índia, primer a Varanasi i després a Adyar (prop de Chennai).
Segons la cofundadora i figura de referència d'aquest moviment, H.P. Blavatsky, la Societat havia de difondre públicament la teosofia, un ensenyament que fins aleshores havia restat ocult (esoterisme) i que ara calia fer públic (exoterisme); un ensenyament primordial del qual totes les religions conserven residus parcials, conegut fins aleshores només per uns pocs iniciats els quals en divulgaven certs aspectes adaptant-los a les condicions culturals de cada època i lloc.
Fonamentalment sincrètica, a la teosofia predominen els elements hindús i budistes barrejats amb conceptes europeus com l'evolucionisme, l'humanitarisme, el monisme filosòfic, etc. Malgrat les tendències de tipus gnòstic i supraracional, la manca de culte no permet de considerar aquest moviment com una religió.

## Fundació

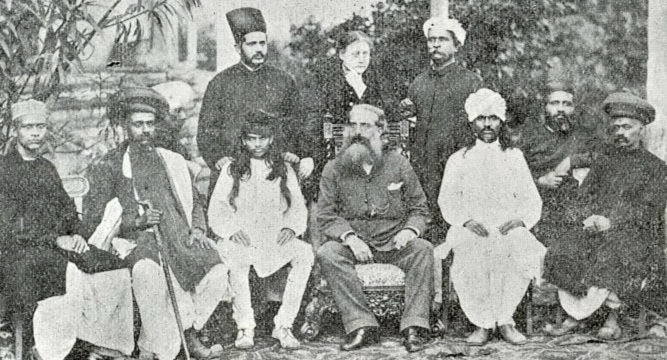
Helena Blavatsky (al centre, dempeus), Henry Steel Olcott (al centre, assegut) i Damodar Mavalankar (tercer a l'esquerra) durant un congrés de la Societat de teosòfica a Bombai el 1881

Segons els fundadors d'aquest moviment, a la fi del segle xix, la religió havia perdut una gran part de la seua influència en Occident, mentre que el ràpid creixement de la ciència positivista amenaçava de matar tota aspiració espiritual en la humanitat. D’altra banda, l'espiritisme, que s'alçava com a únic oponent al materialisme imperant, difonia algunes pràctiques polèmiques i no oferia un sistema filosòfic que explicara racionalment els fenomens que plantejava, ni plantejava explícitament la formació moral i espiritual de la humanitat com a part dels seus ensenyaments. Va ser així com Helena Blavatsky, Henry Steel Olcott, William Judge i altres van fundar la Societat Teosòfica, a la ciutat de Nova York, el 17 de novembre de 1875. El seu objectiu era l'estudi i l'explicació dels fenòmens relacionats amb els mèdiums i l'espiritisme, al costat de l'estudi metòdic de l'ocultisme oriental i les religions comparades. Tot aquest programa estaria emmarcat en un objectiu fonamental que, segons els promotors de la nova organització, seria el de fomentar la relació fraternal en tota la humanitat.
Els objectius declarats de la Societat van anar evolucionant durant els primers anys de la seua existència fins a quedar redactats de la següent manera:
- Formar un nucli de la Fraternitat Universal de la Humanitat, sense distinció de raça, sexe, casta o color.
- Fomentar l'estudi comparatiu de religions, filosofies i ciències.
- Investigar les lleis inexplicades de la Naturalesa, i els poders latents en l'home.

Entre els seus membres es considera que la Societat Teosòfica és un nou esforç per presentar certes veritats eternes, adaptades a l'època. A través del treball dels teòsofs moderns, es van oferir noves formulacions i també certes explicacions per ajudar a comprendre ensenyaments que en el passat van estar vetats després del símbol o l'al·legoria. No obstant això, des del punt de vista teosòfic un nou paradigma no invalida els anteriors, la qual cosa seria una idea sectària. Cap teòsof no negaria l'actualitat dels valors eterns expressats al Sermó de la muntanya (cristianisme), al Dhammapada (budisme), al Bhagavad Gita (hinduisme), al Dao De Jing (taoisme), etc.
La fundació de la Societat Teosòfica no va tenir, en certa manera, cap precedent. En segles anteriors, molts dels ensenyaments espirituals més profunds denominats esotèrics es transmetien només a poques persones i en secret, tant en els antics cultes mistèrics de Grècia i Egipte com, més tard, a través de diferents societats secretes. Però ara la societat intentava difondre una part relativament gran d'aquest coneixement d'una manera oberta. Amb aqueix objectiu a la vista, es va començar amb la publicació de llibres i revistes sobre aquests temes i es va generar un sistema d'educació “pública” en el coneixement esotèric i espiritual, a través de conferències obertes i grups d'estudis per als seus membres.
Com a resultat d'aquesta activitat, al començament del segle xx es van començar a generar altres institucions per a la difusió de diferents aspectes del coneixement espiritual (moltes de les quals fundades per exmembres de la Societat), cosa que més tard va donar origen al moviment que es coneix avui com la “Nova Era'”. No obstant això, molts d'aquests moviments no tenen cap relació amb els objectius de la Societat Teosòfica.

## Fonaments teòrics
Tot i que la construcció metafísica de la teosofia moderna recull un seguit dispers d'elements d'orígens diversos —per això es parla de sincretisme—, s'hi poden identificar alguns grans eixos que actuen com a punts de referència recurrents d'aquesta doctrina.

### La consciència és una i universal
Segons aquest postulat, la natura no actua per un seguit d'atzars i casualitats. Tot el que s'esdevé, en el passat o en el present, és la causa d'unes lleis que segueixen un principi universal. Els teòsofs afirmen que tots els éssers, vivents o no, estan impregnats per la Consciència. Aquest principi universal rep diversos noms en les diferents obres dels teòsofs: Déu (un Déu no personal), la Llei, el Gran Arquitecte, l'Evolució o el Logos.

### La reencarnació és universal
Com en l'hinduisme, en el qual s'inspiren la majoria de les idees teosòfiques, la teosofia manté que els éssers es reencarnen per nombroses vies i en diferents formes. Així doncs, tots els éssers haurien arribat a l'estat humà a través d'un gran nombre de reencarnacions i havent passat pels regnes mineral, vegetal i animal després del naixement de la vida sobre la Terra. Però la teosofia té una altra concepció de la reencarnació: refusa la creença que hi pot haver una regressió, de manera que els homes no es podrien reencarnar una altra vegada com animals o plantes. D'altra banda, els homes són considerats únicament una etapa de l'evolució de la vida sobre la Terra i no pas el final de l'evolució, que continua a través de regnes superiors sota la forma d'altres entitats com ara els dhyani chohans, unes entitats espirituals lliures de les contingències materials.

### La individualitat immortal de l'home
Els teòsofs creuen que tots els éssers humans tenen un principi immortal (la mònada, el si mateix, la seva individualitat), però que en les seves personalitats successives (és a dir, les seves encarnacions) els homes no són conscients, durant la major part del temps, del lligam existent amb la seva naturalesa divina i acaben morint, tret que aconsegueixin dur a terme una unió dels dos principis (és a dir, la seva individualitat transpersonal i la seva personalitat en l'encarnació actual).

### Karma
D'una manera semblant a la idea hinduista del karma, la concepció específica dels teòsofs predica, per a les accions humanes, que els actes malvats han de ser substituïts per actes de bondat i que aquests actes de bondat han d'estar d'acord amb el pla del principi diví. Més generalment, la teosofia parteix del principi que el Bé i el Mal són el resultat de la diferenciació entre l'esperit, de naturalesa divina, i la mtèria en un cicle d'evolució. En primer lloc, hi hauria una involució natural de l'esperit en la matèria que seria seguida d'una evolució de la matèria per tornar a l'esperit.

### Evolució
L'objectiu de l'univers, manifestació del principi universal, seria que l'esperit (diví) es manifestaria a si mateix a través de set nivells de diferenciació de la matèria, cada vegada més opacs, per dur a terme l'aprenentatge de l'«autoconsciència», és a dir, per diferenciar-se suficientment i poder comprendre's a través d'un retorn a ell mateix en el cicle de l'evolució. L'home, com a etapa del camí de la consciència universal per la matèria, participaria de l'esperit (diví) amb aquesta intenció a través de les seves accions, de les seves encarnacions successives i de la seva confrontació amb la contingència material. La religió, la filosofia, la ciència, les arts, el comerç, l'humanisme o la filantropia, entre d'altres, oferirien als homes l'oportunitat d'acostar-se al coneixement del seu lligam amb allò diví.

### La fraternitat universal
Tot el que hi ha a l'univers té alguna relació amb la font divina única (el Principi universal), però cada ésser té una forma i una natura que és l'expressió del seu nivell de consciència actual. Tanmateix, malgrat la diversitat de formes, i tot i que els éssers humans tenen una ànima individualitzada, totes les coses vivents estan unides fraternalment pel lligam comú amb el Principi universal.

### Els mestres de saviesa
Segons els escrits teosòfics, alguns éssers humans haurien evolucionat, haurien pogut conèixer el Principi Universal i s'haurien pogut alliberar de la condició d'homes ordinaris. Aquests individus, dits «mestres de saviesa», la majoria dels quals viurien a l'Índia, tindrien un coneixement profund i secret de la tradició primordial, que suposadament seria la base comuna de totes les religions. Els teòsofs afirmen que aquests éssers són el principi d'una cadena que uneix tots els individus entre ells; posseïdors d'un coneixement esotèric, el podrien transmetre als deixebles disposats a rebre'l (és a dir, a tot individu capaç d'emprendre un camí espiritual). La doctrina secreta d'Helena Blavatsky, obra de referència de la teosofia moderna, naixeria dels ensenyaments d'aquests mestres.

## Organització
La Societat Teosòfica, actualment amb la seu central a Adyar (Índia), és una institució organitzada amb estatuts i reglaments nacionals i internacionals aprovats per les lleis dels diferents països. Cada secció nacional de la Societat té una administració autònoma i tots els seus membres participen en la presa de les decisions administratives i organitzatives a través dels seus vots en assemblees generals. La seua figura legal és la d'una associació civil sense afany de lucre i, per tant, els diners que es necessiten són solament per al seu funcionament i organització, per a mantenir els edificis on realitzen les seues activitats, publicitat, publicació de llibres, etc. La Societat no rep subsidis governamentals i se sosté amb una quota que paguen els socis (membres), amb donacions voluntàries, i amb altres activitats com la venda de llibres, la realització d'alguns cursos de pagament, etc.
La llibertat de pensament i la fraternitat són els dos pilars de la Societat Teosòfica. Aquesta mateixa societat, com a institució, no té cap opinió oficial sobre els temes. De fet, hi ha una resolució oficial on s'explicita que el membre ha de basar-se en una completa llibertat de pensament i que cap llibre o autor no ha de ser pres com una autoritat irrefutable. Així, per exemple, alguns membres poden creure en l'existència de la reencarnació i uns altres no, o poden tenir conceptes ben diferents sobre allò que es denomina Déu. S'espera que cada membre descobrisca quina és la veritat per si mateix.

## Activitats
Els seus membres es reuneixen regularment en grups d'estudis i investigació denominats "Branques". Aquest nom fa referència al fet que cada grup és com la branca d'un gran arbre, que és la Societat Teosófica. Cada branca és independent en el seu desenvolupament, encara que naturalment totes formen part d'un mateix tronc que està arrelat en la sincera recerca de la veritat. En aquests grups d'estudi i investigació es fa un estudi i una discussió sobre temes que inclouen l'esoterisme, l'autoconeixement, l'estudi comparat de religions i filosofies, i tot el que tendisca a fomentar el creixement espiritual en els seus membres i, en conseqüència, el desenvolupament d'una relació fraterna.
A través de la Societat Teosòfica s'ha produït en tots aquests anys una abundant literatura sobre diferents aspectes de la vida espiritual, el cosmos i l'objectiu de l'existència. Una part d’aquesta literatura ha servit com a base per al desenvolupament d'altres moviments espirituals posteriors; mentre que altra part té a veure amb l'aplicació dels principis teosòfics per a la vida i, finalment, una bona quantitat de llibres cerquen principis teosòfics que estarien suposadament presents en diferents filosofies, religions i ciències. No obstant això, l'estudi i la investigació en la Societat Teosòfica no es restringeix als ensenyaments teosòfics moderns, sinó que incorpora tot el que considera que conté un genuí valor espiritual, sense importar per qui ha estat transmès.
A més de les reunions de les branques, els membres es reuneixen periòdicament en trobades, congressos i recessos, moltes vegades oberts al públic en general. D'altra banda, en la majoria de les seus de la Societat es fan diverses activitats públiques com conferències, cursos i tallers dirigits a totes aquelles persones que estan interessades en el desenvolupament espiritual de l'home.

## Cismes
Després de la mort de Blavatsky en 1891, els líders de la Societat van treballar en harmonia en memòria de la fundadora. No obstant això, açò no va durar gaire. Judge va ser acusat per Olcott i Annie Besant de falsificar cartes dels mahatmes. En 1895 va cessar la seua associació amb Olcott i Besant, qui va endur-se’n la major part de la secció nord-americana de la Societat.
Posteriorment van sorgir del tronc de la Societat Teosòfica diverses agrupacions de caràcter esotèric i religiós, on van entrar en escena cèlebres esotèrics com Rudolf Steiner i Alice Bailey, entre d'altres. Alguns d'ells es van separar de la societat mare després de la proclamació del jove indi Jiddu Krishnamurti com a vehicle de l'Instructor del Món, a través de l'organització creada per a difondre el seu missatge, l'Orde de l'Estrella d'Orient. No obstant això, Krishnamurti va dissoldre l'Orde el 1929, ja que el seu missatge es basaria en el rebuig de tota classe d'autoritat externa en el camp espiritual.
El grup continuador del treball del president-fundador H.S. Olcott i A. Besant manté la seua seu a l'Índia (Adyar, Madràs) i és conegut com a Societat Teosòfica - Adyar, mentre que els seguidors de Judge han adoptat el nom Societat Teosòfica, generalment amb l'afegitó clarificador de seu central a Pasadena, Califòrnia. Una tercera associació, la Lògia Unida de Teòsofs (ULT) de Robert Crosbie, es va escindir el 1909 de l'organització anterior.
Els últims dos grups es caracteritzen per centrar-se en l'estudi de l'obra original d'Helena Blavatsky i William Judge, mentre que en la Societat d'Adyar els seus membres també han integrat el llegat de posteriors teòsofs tals com Annie Besant, Charles Leadbeater, entre d'altres. A més, com a part de l'estudi teosòfic, ells inclouen tot aquell ensenyament espiritual que consideren genuí, sense importar qui l'haja promulgat, inclòs el missatge de Jiddu Krishnamurti, que va ser amic personal de Radha Burnier, presidenta de la Societat fins a la seva mort, al 2013.
En la Societat Teosòfica hi ha hagut diverses organitzacions paral·leles, entre les quals l'Orde del Temple de la Rosa-Creu, fundada el 1912, per a reviure els misteris de la tradició d'Occident.

## Influències i personalitats
Els artistes que es van inspirar en les doctrines de la teosofia són nombrosos. Per exemple, es poden citar pel que fa a compositors de música: Ruth Crawford-Seeger, Dane Rudhyar, Cyril Scott o encara, més famós, Alexandre Scriabine. Però és particularment en el camp de les belles arts i la literatura que les teories teosòfiques experimentat un gran èxit, per exemple, amb Hilma af Klint, James Ensor, Bucura Dumbravă, Vassili Kandinski, Piet Mondrian, Jackson Pollock, Franz Kafka o William Butler Yeats. D'altra banda, la teosofia va influir en la seva joventut en l'exploradora i tibetòloga Alexandra David-Néel, impulsant-la a explorar l’Àsia; i residí un temps en una casa a la seu internacional de la Societat Teosòfica a Adyar, a l'Índia. També influí en l'activista Anna Kingsford.
Segons que sembla, certs conceptes eixits de la teosofia també van tenir un efecte directe i negatiu en el pensament d'Adolf Hitler, que interpretà erròniament el concepte de 'raça ària' i de la seva supremacia.

## Presidents
- Henry Steel Olcott (1875)
- Annie Besant (1907)
- George Arundale (1933)
- Curupumulage Jinarajadasa (1945)
- Sri Ram (1953)
- John Coats (1973)
- Radha Burnier (1980)